# Балошешти (Тимиш)
Балошешти (рум. Baloșești) насеље је у Румунији у округу Тимиш у општини Томешти. Oпштина се налази на надморској висини од 289 m.

## Прошлост
Када је 1797. године пописан православни клир темишварске епархије место је било парохијска филијала суседног села Жупанешти.

## Становништво
Према подацима из 2002. године у насељу је живело 140 становника, од којих су сви румунске националности.